# Solna brandstation

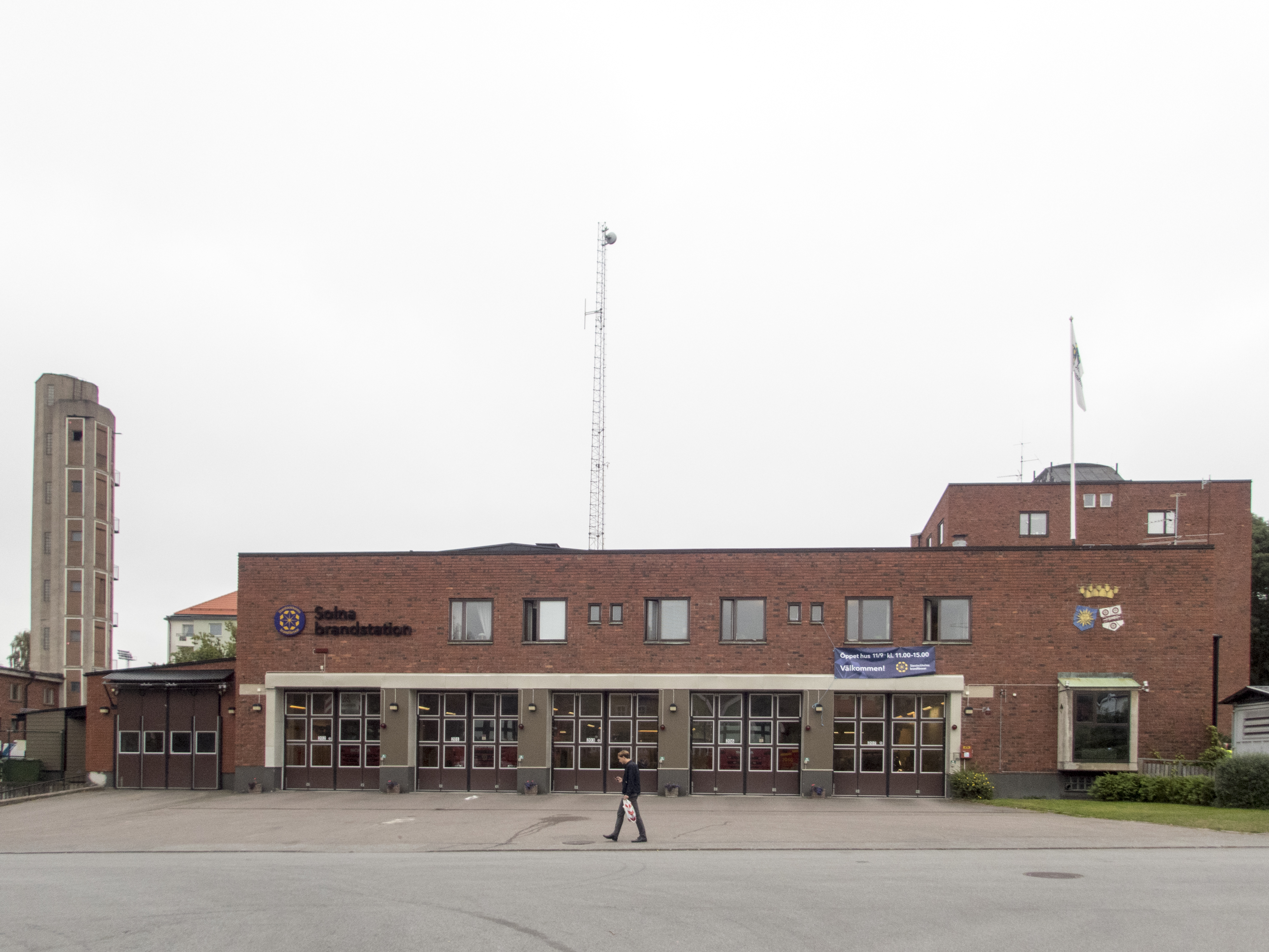
Solna brandstation

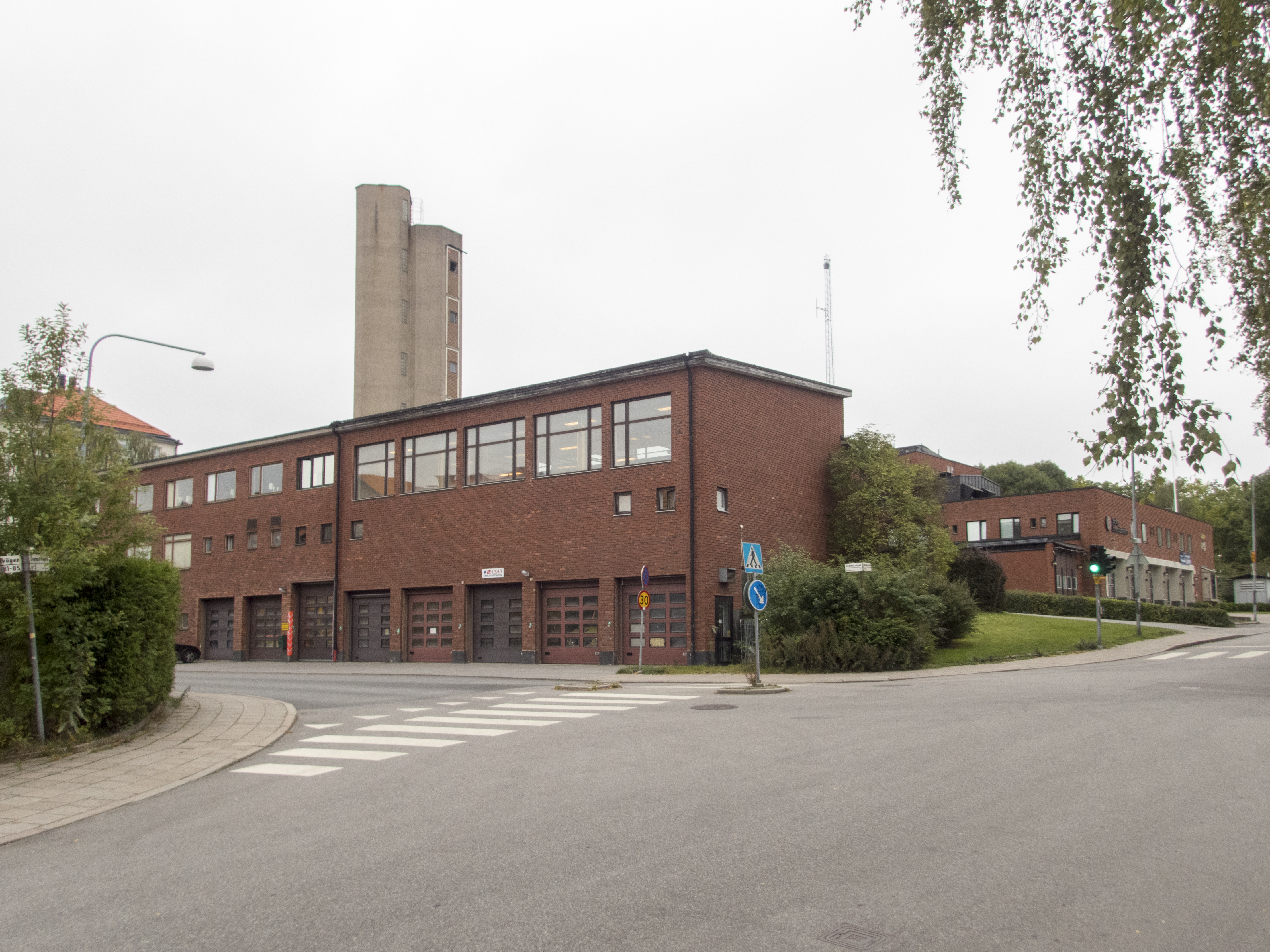

Solna brandstation är en brandstation för Storstockholms brandförsvar belägen vid Ekensbergsvägen 87 i Solna kommun. Anläggningen togs i bruk i april 1957 och ritades av arkitekten Georg Scherman.

## Verksamhet
Stationens vaktdistrikt omfattar kommunerna Solna och Sundbyberg
Till fordonsparken hör släck- och räddningsbil, lastväxlare och en stegbil .

## Ambulanser
Även en ambulansstation, tillhörande det landstingsägda AISAB är inrymd i byggnaden 

## Historik
I början av 1900-talet inrättades borgarbrandkårer i de olika samhällen som växte fram i området, bland annat i Råsunda, Hagalund, Huvudsta, Lilla Alby, Ursvik och Duvbo. Befolkningen ökade och det fanns stora industrier i kommunerna, så man började se över brandförsvaret. 1949 bildades Solna-Sundbybergs brandförsvarsförbund och detta uppförde en gemensam brandstation, som stod klar 1957. 2002 ingicks ett avtal med dåvarande Stockholms brandförsvar, som därefter svarade för räddningstjänsten även i grannkommunerna. 2009 bildades Storstockholms brandförsvar som omfattar tio kommuner.